# Xerobdellidae
Xerobdellidae são uma pequena família de "sanguessugas de mandíbula". Este último pode ser (mas provavelmente não é) um grupo natural e monofilético de sanguessugas sem probóscide hirudiniformes. Os Xerobdellidae possuem três mandíbulas e cinco pares de olhos, sendo o quarto e o quinto separados por um ou dois segmentos sem olhos. Os gêneros aqui colocados ocorrem no Chile (Mesobdella), Europa (Xerobdella) e Diestecostoma é encontrado no centro e norte da América do Sul. Esta distribuição peculiar sugere fortemente que eles são um grupo pangeano relíquia, que já estava presente no início do Jurássico 250 milhões de anos atrás.

## Descrição
Essas sanguessugas se assemelham aos Haemadipsidae e foram incluídas lá por muitos autores, mas isso sempre foi controverso. Seu status como uma família distinta é apoiado pela análise de seqüência dos genes 18S e 28S rDNA nuclear e COI mitocondrial, bem como a anatomia de seus órgãos sexuais e nefrídios; os últimos estão localizados na barriga e não nas laterais do corpo, como nos Haemadipsidae propriamente ditos.
Eles se alimentam de sangue – tipicamente de anfíbios – e pequenos invertebrados, exceto Mesobdella, que é exclusivamente um alimentador de sangue e foi registrado para atacar humanos ocasionalmente.

## Gêneros
O Registro Provisório de Gêneros Marinhos e Não Marinhos lista:
1. Diestecostoma Vaillant em Quatrefages (Vaillant), 1890
2. Mesobdela Blanchard, 1893
3. Nesophilaemon Nybelin, 1943
4. Xerobdella Frauenfeld, 1868